# 秋田県道203号高屋敷茶屋下線
秋田県道203号高屋敷茶屋下線（あきたけんどう203ごう たかやしきちゃやしたせん）は、秋田県能代市を通る一般県道である。

## 概要
能代市南部の田代川上流・能代市二ツ井町田代字屋敷岱から路線が始まり、田代川沿いに北上し米代川に至る。米代川を渡って直進すると、国道7号二ツ井バイパス交点・終点である。終点を直進すると秋田県道202号小滝二ツ井線に連続する。

### 路線データ
- 総延長 : 17.783 km[2]
- 実延長 : 17.783 km[2]
- 起点 : 秋田県能代市二ツ井町田代字屋敷岱63番地先[3]北緯40度5分28.24秒 東経140度14分28.11秒
- 終点 : 秋田県能代市二ツ井町種字堤下57番3（種梅入口交差点、国道7号交点、秋田県道202号小滝二ツ井線終点）[3]北緯40度12分55.98秒 東経140度13分29.68秒
- 未供用区間 : なし[2]

## 歴史
- 1973年（昭和48年）3月1日 - 秋田県道に認定される[3]。

## 路線状況

### 冬期閉鎖区間
- なし[4]

### 交通不能区間
- なし[5]

### 道路施設
- 揚石トンネル
- 銀杏橋（米代川）

## 地理
終点で接続する二ツ井バイパスが日本海沿岸東北自動車道として自動車専用道に変更される見込みで、終点の種梅入口交差点をインターチェンジへの改良工事後にランプで接続する予定である。

### 交差する道路
| 施設名         | 接続路線名                                       | 備考                               | 所在地                     |
| -------------- | ------------------------------------------------ | ---------------------------------- | -------------------------- |
|                |                                                  | 起点                               | 能代市二ツ井町田代字屋敷岱 |
|                | 秋田県道294号仙ノ台桧山線                        | 県道294号起点                      | 能代市二ツ井町小掛字仙ノ台 |
| 中坪交差点     | 秋田県道317号西目屋二ツ井線                      |                                    | 能代市二ツ井町中坪道下     |
| 種梅入口交差点 | 国道7号 二ツ井バイパス 秋田県道202号小滝二ツ井線 | 終点 県道202号終点 日沿道 IC化予定 | 能代市二ツ井町種字堤下     |

### 沿線の施設など
- 二ツ井地震観測所
- 米代川